# Олександрівка (Конотопський район)
Олекса́ндрівка — село в Україні, у Конотопському районі Сумської області. Населення становить 533 осіб. До 2020 орган місцевого самоврядування — Олександрівська сільська рада.

## Географія
Розташоване заі 5 км від міста Буринь. До села примикає велике поле вкрите іригаційними каналами. По селу тече струмок, що пересихає із загатою. За 2 км пролягає залізниця, найближча станція Степанівка.

## Історія
- За даними на 1862 рік у казеному селі Олександрівка (Вегерівка) Путивльського повіту Курської губернії мешкало 867 осіб (439 чоловіків та 428 жінок), налічувалось 116 дворових господарств, існувала православна церква[2].
- Згідно з даними «Трудов Курского губернского статистического комитета» (выпуск І, Курск, 1863) селом Олександрівкою Путивльського повіту Курської губернії Гвинтівської волості володіли поміщики: капітан Григорій Григорович Костянтинов (мав 124 душі за 9-ю ревізією), майор Микола Григорович Костянтинов (мав 47 душ), підпоручик Василь Іванович Марков (26 душ) та дійсний статський радник Платон Вікторович Степанов (216 душ). На той час до Гвинтівської волості входили також село Духанівка, деревня Нечаївка та хутір Анютин. Петухівка була заснована під час столипінських реформ на початку ХХ ст.
- Станом на 1880 рік у колишньому власницькому селі Гвинтівської волості мешкало 1082 особи, налічувалось 164 дворових господарства, існували православна церква та школа[3].
- Село постраждало внаслідок геноциду українського народу, проведеного урядом СССР 1932—1933 та 1946–1947 роках, встановлено смерті не менше 20 людей[4].
- Сумська обласна рада рішенням від 22 грудня 2006 року внесла в адміністративно-територіальний устрій окремих районів такі зміни: у Буринському районі виключила з облікових даних село Петухівка Олександрівської сільради. Тепер ця місцевість зветься урочищем Петухівським. Його координати: 51°15'49"N 33°47'35"E
- Реквієм зниклому селу Петухівці
- 12 червня 2020 року, відповідно до розпорядження Кабінету Міністрів України № 723-р «Про визначення адміністративних центрів та затвердження територій територіальних громад Сумської області», село увійшло до складу Буринської міської громади[5].
- 19 липня 2020 року, в результаті адміністративно-територіальної реформи та ліквідації Буринського району, увійшло до складу новоутвореного Конотопського району[6].

## Політика

### Парламентські вибори, 2019
На позачергових парламентських виборах 2019 року у селі функціонувала окрема виборча дільниця № 590080, розташована у приміщенні навчально-виховного комплексу.
Результати
- зареєстровано 264 виборці, явка 61,36 %, найбільше голосів віддано за «Слугу народу» — 37,74 %, за Всеукраїнське об'єднання «Батьківщина» — 26,42 %, за Радикальну партію Олега Ляшка — 12,58 %[7]. В одномандатному окрузі найбільше голосів отримав Віктор Ладуха (Всеукраїнське об'єднання «Батьківщина») — 50,63 %, за Максима Гузенка (Слуга народу) — 34,18 %, за Анатолія Кобзаренка (самовисування) — 8,23 %[8].

## Економіка
- Свино-товарна ферма.

## Соціальна сфера
- Дитячий садок.
- Школа І-II ст.

## Пам'ятки
- Група могил[d]: братська могила радянських воїнів та могила І. В. Просолов — Героя Радянського Союзу;

## Люди

Могила Івана Просолова.

- Коробенков Олексій Олександрович (1990—2014) — капітан (посмертно) Збройних сил України,  — герой російсько-української війни[9].
- Просолов Іван Васильович (1916—1959) — радянський танкіст, Герой Радянського Союзу.
- Ковтуненко Валерій Іванович (1951—2020) — народний артист України, актор, поет, композитор, кандидат мистецтвознавства.